# Selago muralis
Selago muralis är en flenörtsväxtart som beskrevs av George Bentham och Hook. f.. Selago muralis ingår i släktet Selago och familjen flenörtsväxter. Inga underarter finns listade i Catalogue of Life.